# Fontaine-au-Bois
Fontaine-au-Bois település Franciaországban, Nord megyében. Lakosainak száma 691 fő (2022. január 1.). Fontaine-au-Bois Robersart, Bousies, Landrecies, Locquignol és Ors községekkel határos.

## Népesség
A település népességének változása:
| Lakosok száma | 690  | 700  | 682  | 673  | 674  | 680  | 695  | 691  |
|               | 2013 | 2015 | 2017 | 2018 | 2019 | 2020 | 2021 | 2022 |